# Acianthera violacea
Acianthera violacea är en orkidéart som först beskrevs av Achille Richard och Henri Guillaume Galeotti, och fick sitt nu gällande namn av Alec M. Pridgeon och Mark W. Chase. Acianthera violacea ingår i släktet Acianthera och familjen orkidéer. Inga underarter finns listade i Catalogue of Life.